# Émile de Najac
Pour les articles homonymes, voir Najac.
 (mai 2013).
Fernand Émile de Najac, né le 14 décembre 1828 à Lorient et mort le 11 avril 1889 dans le 9e arrondissement de Paris, est un librettiste français. 
Il a écrit de très nombreux textes durant le Second Empire et le début de la Troisième République, en particulier des livrets d'opéra comique, le plus souvent en un acte.
Il est le père du mime, auteur dramatique et journaliste Raoul de Najac (1856-1915), maire de Pont-l'Abbé.

## Biographie
Il est un des descendants de Benoît Georges de Najac.
Avec Paul Ferrier, il a écrit le livret de La Vie mondaine (1885) pour Charles Lecocq et avec Paul Burani le livret de Le Roi malgré lui (1887) pour Emmanuel Chabrier.
Pour Émile Jonas, il a écrit les livrets des opéras bouffe Estelle et Némourin (1882, avec Henry Bocage) et Le Premier baiser (1883, avec Raoul Toché). Pour Louis Deffès, il écrivit avec Victorien Sardou le texte des Noces de Fernande (1878).
La pièce Divorçons (1880), en collaboration avec Sardou, continue à figurer dans le répertoire du théâtre français, et est à l'origine du film d'Ernst Lubitsch Illusions perdues. Il travailla également avec Eugène Scribe, Edmond About et Albert Millaud.
Émile de Najac touche aussi 1 % des recettes de la pièce de théâtre de Jules Verne et Adolphe d'Ennery, Le Tour du monde en quatre-vingt jours. En effet, il avait été chargé de faire une adaptation destinée aux États-Unis à partir de la deuxième version établie par Édouard Cadol, version qui n'aboutit pas.

## Œuvres
- Une soubrette de qualité (1854), comédie vaudeville en un acte avec Adrien Decourcelle, représentée pour la première fois à Paris au théâtre du Palais-Royal le 2 février 1854 ;
- Une croix à la cheminée (28 octobre 1855), comédie-vaudeville en 1 acte ;
- Mam'zelle Jeanne (1858), opérette en un acte, musique de Léonce Cohen, théâtre des Bouffes-Parisiens, le 17 février 1858 ;
- Plus on est de fous... (1858), vaudeville en un acte tiré d'une nouvelle d'Edmond About, représentation au théâtre du Palais-Royal, le 12 juin 1858 ;
- La Fille de trente ans (1859), comédie en quatre actes, en prose, avec Eugène Scribe, représentée pour la première fois à Paris, sur le théâtre du Vaudeville, le 15 décembre 1859 ;
- Jeune de cœur, 1860 (avec Édouard Martin) ;
- Le Capitaine Bitterlin, comédie en 1 acte, en prose, avec Edmond About, Paris, théâtre du Gymnase-Dramatique, 27 octobre 1860.
- La chasse aux papillons (1861), comédie vaudeville en un acte  avec Eugène Grangé, représentée pour la première fois à Paris au théâtre des Variétés le 26 mars 1861 ;
- Un mariage de Paris, comédie en 3 actes, avec Edmond About, Paris, théâtre du Vaudeville, 5 juillet 1861
- Les Douze innocentes, opéra-bouffe, paroles d'Émile de Najac, musique de M. Albert Grisar, le 19 octobre 1865, théâtre des Bouffes-parisiens.
- Nos gens, comédie en 1 acte, avec Edmond About, Paris, théâtre du Gymnase, 23 août 1866 ;
- Histoire ancienne, comédie en 1 acte, avec Edmond About, Paris, Théâtre-Français, 31 octobre 1868 ;
- Petit bonhomme vit encore (1868) : 2 actes, pour Louis Deffès ;
- Retiré des affaires, comédie en 2 actes, avec Edmond About, Paris, théâtre du Vaudeville, 11 octobre 1869 ;
- Bébé (1877), comédie en 3 actes, avec Alfred Hennequin, représentée pour la première fois à Paris au Théâtre du Gymnase le 14 mars 1877 ;
- La Petite Correspondance (1878), comédie en trois actes, avec Alfred Hennequin, au Théâtre du Gymnase
- Les Noces de Fernande (1878) : 3 actes, avec Victorien Sardou, pour Louis Deffès ;
- Nounou (1879), comédie en quatre actes, avec Alfred Hennequin, représentée pour la première fois au Théâtre du Gymnase le 21 mars 1879 ;
- La Bonne Aventure (1882), opéra bouffe en trois actes avec Henry Bocage ; musique de Emile Jonas ;
- La Vie mondaine, opérette en 4 actes, avec Paul Ferrier, musique de Charles Lecocq, Paris, Théâtre des Nouveautés, 12 février 1885 ;
- Le Fiacre 117 (1891), comédie en trois actes avec Albert Millaud.
- Divorçons ! (en collaboration avec Victorien Sardou), comédie en trois actes, 1880
- Au pied du mur, comédie en un acte, 1866
- Bégaiements d'amour (avec Charles Deulin), comédie en un acte
- Madame est servie, 1873
- L'art de tromper les femmes (avec Paul Ferrier), comédie en trois actes, 1890
- Le fiacre 117 (avec Albert Millaud), comédie, 1886
- Recueil : Théâtre des gens du monde, 1872 (Au pied du mur, Madame reçoit-elle ?, Les caprices de ma tante, Un mari disponible, Frontine, Nos maîtres, Les espérances)

## Adaptations
- Léa (Hunted Down / The Lives of Mary Leigh) (1866) de Dion Boucicault, Théâtre du Gymnase Paris, 1875